# Ritratto di Alessandro Vittoria
Il ritratto di Alessandro Vittoria  è una pittura olio su tela realizzata da Giovan Battista Moroni conservata presso il Kunsthistorisches Museum di Vienna. 

## Storia
Il dipinto è un'opera giovanile dell'artista albinese.

Da un'attenta ricostruzione dei passaggi e degli inventari si evince che il dipinto proviene direttamente dalla proprietà del Vittoria. Fu Bartolomeo della Nave, bergamasco di origine, a comperare il dipinto ed altre opere d'arte, alla morte dello scultore dopo il 1608, come risulta dall'elenco delle opere che erano di sua proprietà. In questa lista il dipinto era citato come: The Picture of Alexander Vittoria a famous painter p. 4 & 3 Gio, Batto Morone de Albino.
Il dipinto faceva parte di una collezione che doveva essere venduta in Inghilterra nel 1636 da Earl of Denbigh, ambasciatore a Venezia, al cognato duca di Hamilton. Il conte aveva acquistato le tele facenti parte della collezione di Bartolomeo della Nave e conservato a Vienna. I dipinti non furono mai spediti in Inghilterra. Risulta che nel 1651 erano di proprietà dell'arciduca e governatore a Bruxelles Leopoldo Guglielmo, come elencato nella documentazione del 1659 quando venne però indicato come ritratto di scultore del Tiziano, successivamente si ritenne che fosse il ritratto di Jacopo Sansovino amico del pittore veneziano, sono molti anni dopo si considerò che il soggetto fosse Alessandro Vittoria, rispondendo alla descrizione.

## Descrizione
La tela raffigura un giovane uomo identificato nello scultore trentino Alessandro Vittoria, in base alle numerose opere che lo ritrassero. La gioventù dei due artisti fu il loro punto d'incontro. Il Moroni dipinge il soggetto in abiti da lavoro, dalla folta capigliatura, contrariamente ai ritratti eseguiti da altri artisti successivamente, che lo raffigurano più avanti negli anni e stempiato. 
Lo scultore indossa una camicia con le maniche rimboccate, con in mano un busto antico. Il Moroni voleva quindi indicare l'attività del soggetto e il suo studio e rispetto delle opere classiche. Il dipinto anticipa la raffigurazione del vero che con Il sarto porterà il pittore ad una delle sue opere più importanti. L'impostazione del soggetto verrà poi ripresa nel dipinto molto più famoso de Il sarto, eseguito dal Moroni in età matura. 
Lo scultore e il Moroni si incontrarono probabilmente negli anni 1551-2 quando entrambi si trovavano a Trento, il Moroni per dipingere i ritratti dei due fratelli Madruzzo e di altri personaggi che erano presenti nella città per il Concilio del 1545-1563.